# 拉戈代希

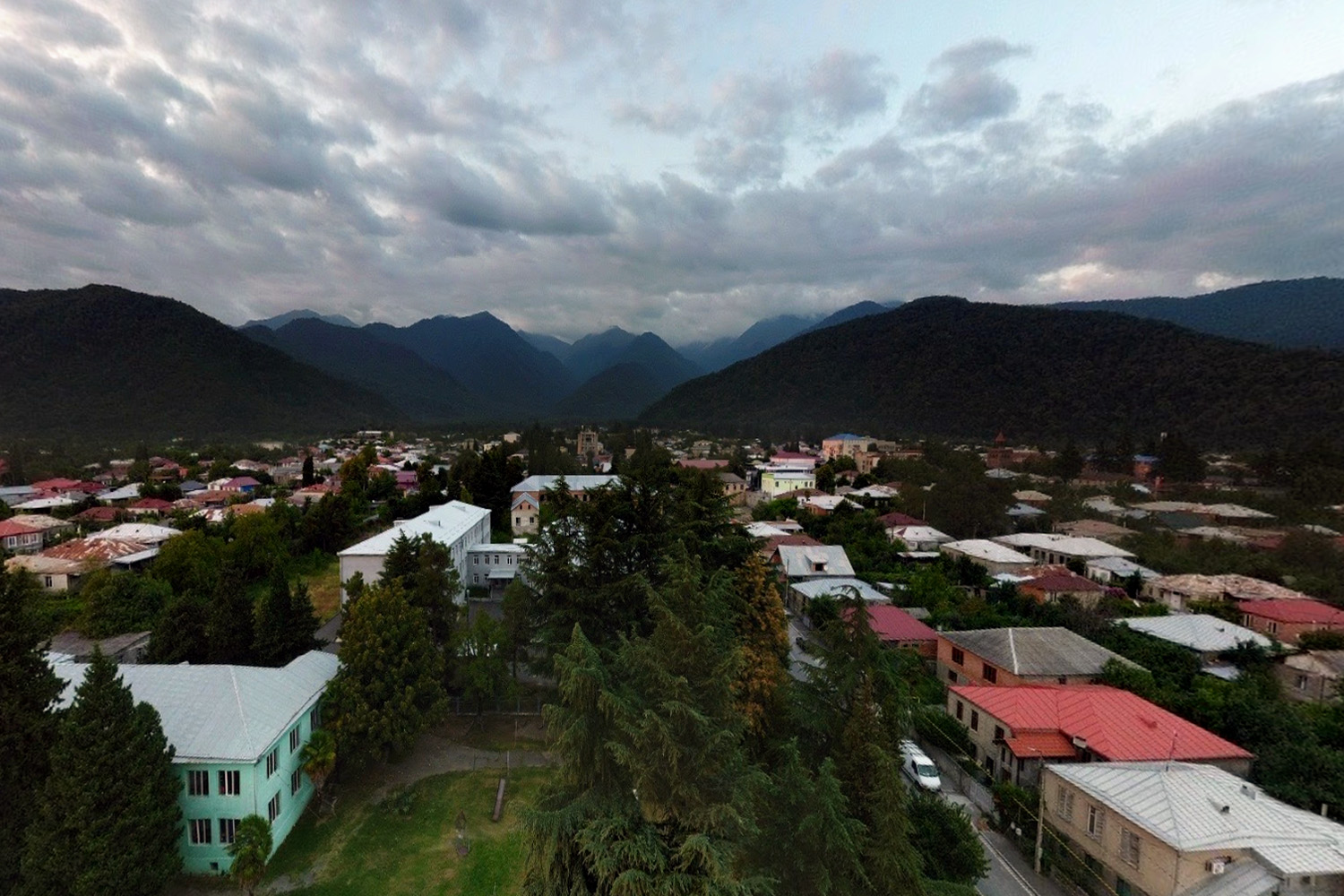
拉戈代希

拉戈代希是格魯吉亞東部卡赫蒂大区拉戈代希市鎮的城鎮及其行政中心。毗鄰與阿塞拜疆接壤的邊境，距離首都第比利斯125公里，海拔高度450米，2014年人口5,918。

## 外部連結
- Lagodekhi National Park Official Site[永久]

41°49′20″N 46°16′30″E / 41.82222°N 46.27500°E